# Tsuga chinensis
Tsuga chinensis är en tallväxtart som först beskrevs av Adrien René Franchet, och fick sitt nu gällande namn av Ernst Georg Pritzel. Tsuga chinensis ingår i hemlocksläktet som ingår i familjen tallväxter.
Artens utbredningsområde i Kina sträcker sig från östra Tibet österut till provinsen Zhejiang samt från Gansu söderut till Yunnan. Tsuga chinensis registrerades även i norra Vietnam och på Taiwan. Trädet växer i kulliga områden och bergstrakter mellan 300 och 3200 meter över havet. Vädret i regionen är kyligt och måttlig fuktigt eller mycket fuktigt. Årsnederbörden på fastlandet varierar mellan 1 000 och 2 000 mm och på Taiwan förekommer ibland mer regn. I sydvästra delen av utbredningsområdet bildas ofta barrskogar med arter av ädelgransläktet och gransläktet. I andra områden ingår även andra barrträd och lövträd.
Träet från Tsuga chinensis används av snickare för olika ändamål, för konstruktionen av hustak samt för andra delar av byggen. Det engelska trädgårdsföretaget Veitch and Sons importerade några exemplar omkring året 1900 men annars är arten sällsynt i Europa. Tsuga chinensis är inte lika känslig för skadeinsekter som andra släktmedlemmar (Tsuga caroliniana och vanlig hemlock) och den introducerades därför i Nordamerika.
Allmänt har Tsuga chinensis ett stort utbredningsområde och den är inte sällsynt. IUCN kategoriserar arten globalt som livskraftig.

## Underarter
Arten delas in i följande underarter:
- T. c. chinensis
- T. c. oblongisquamata
- T. c. robusta

## Bildgalleri

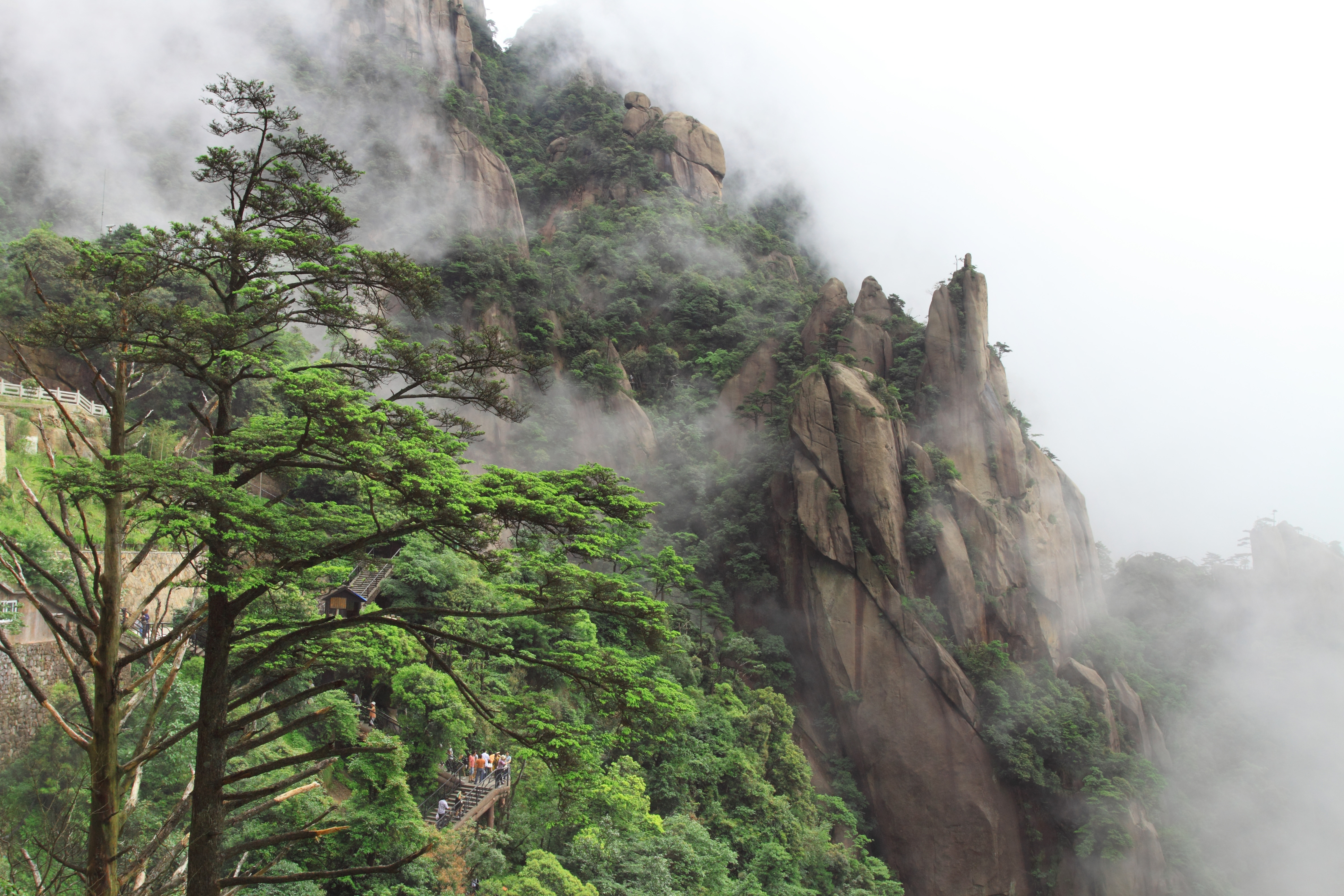
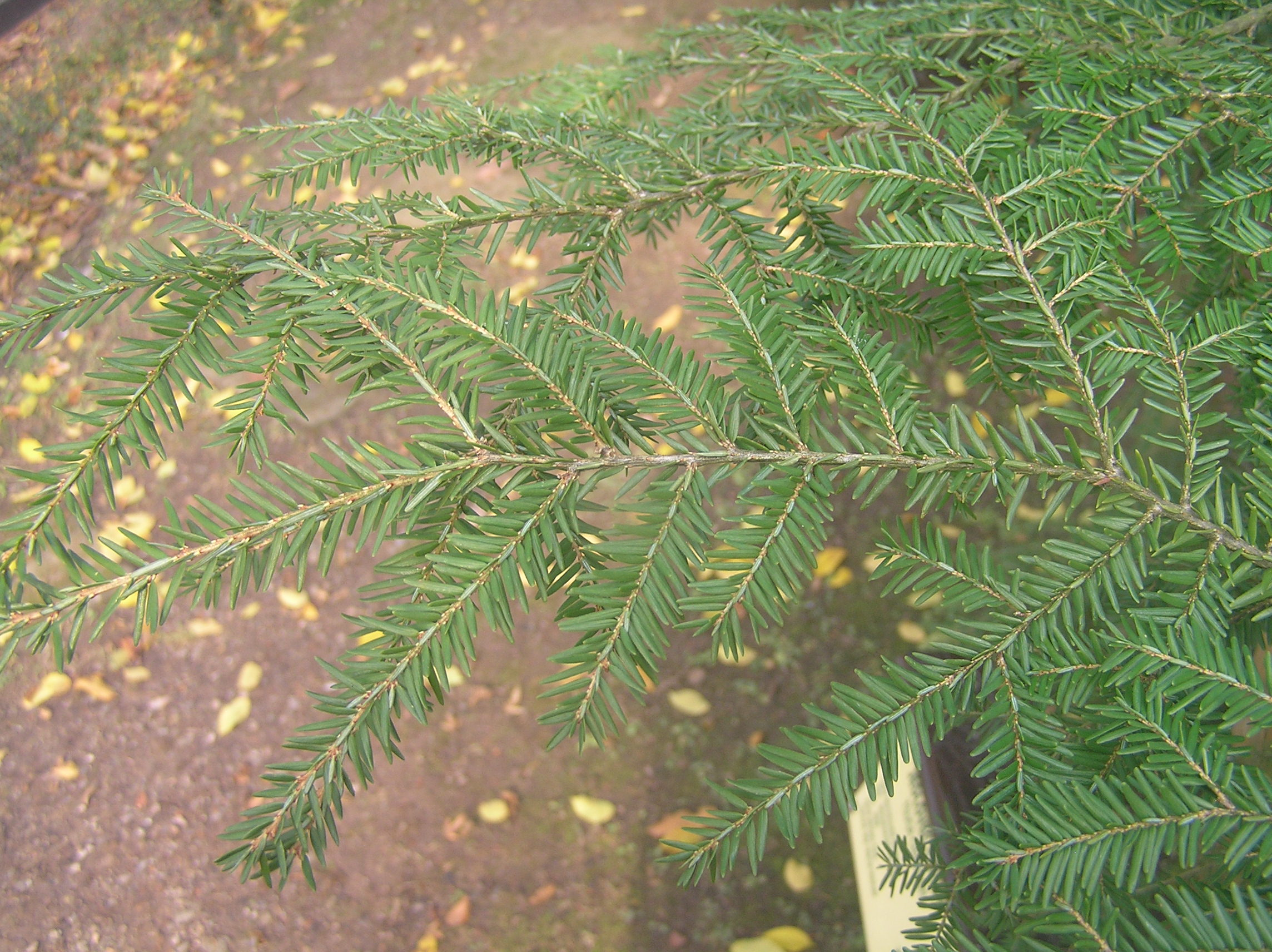
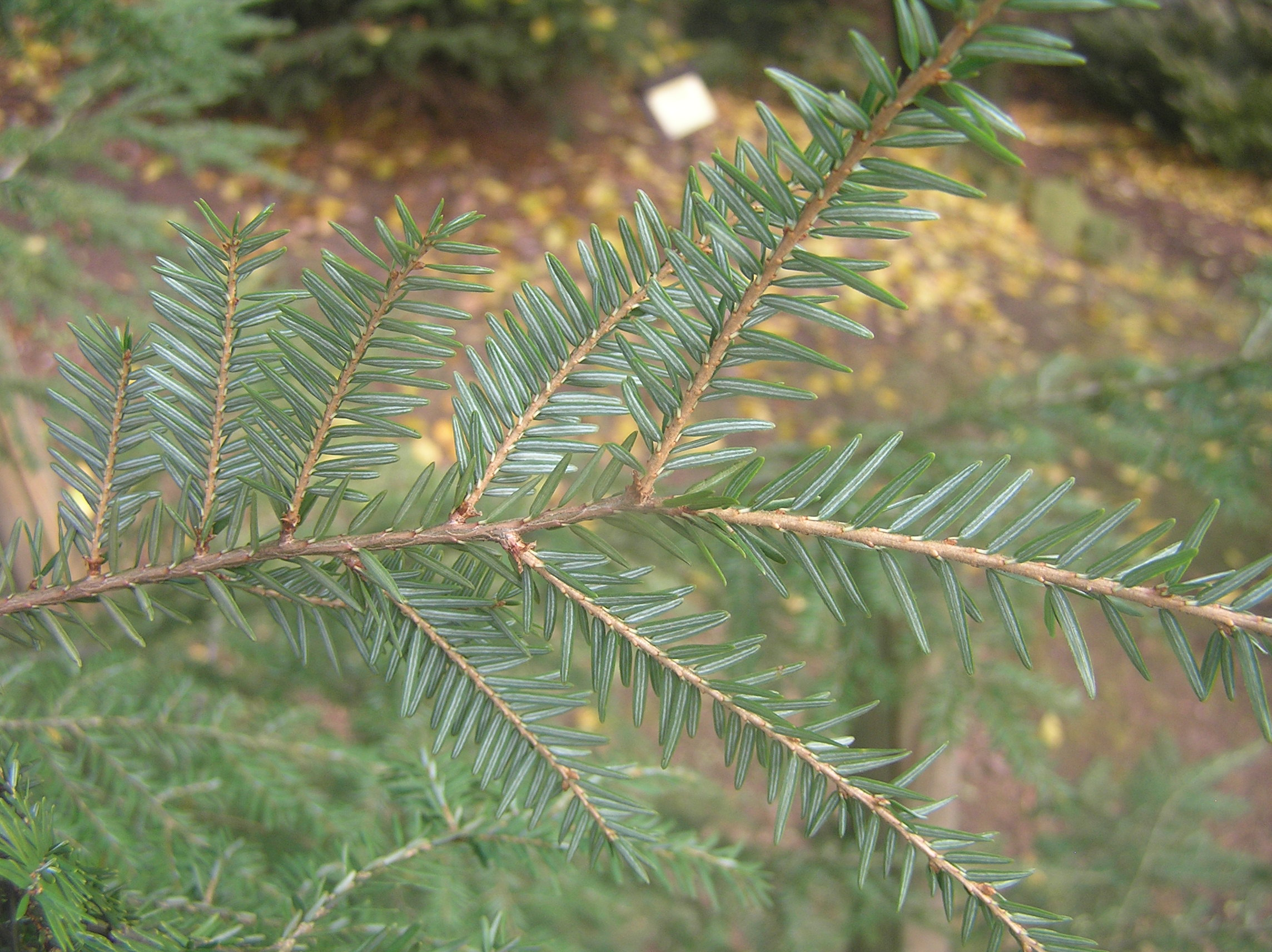
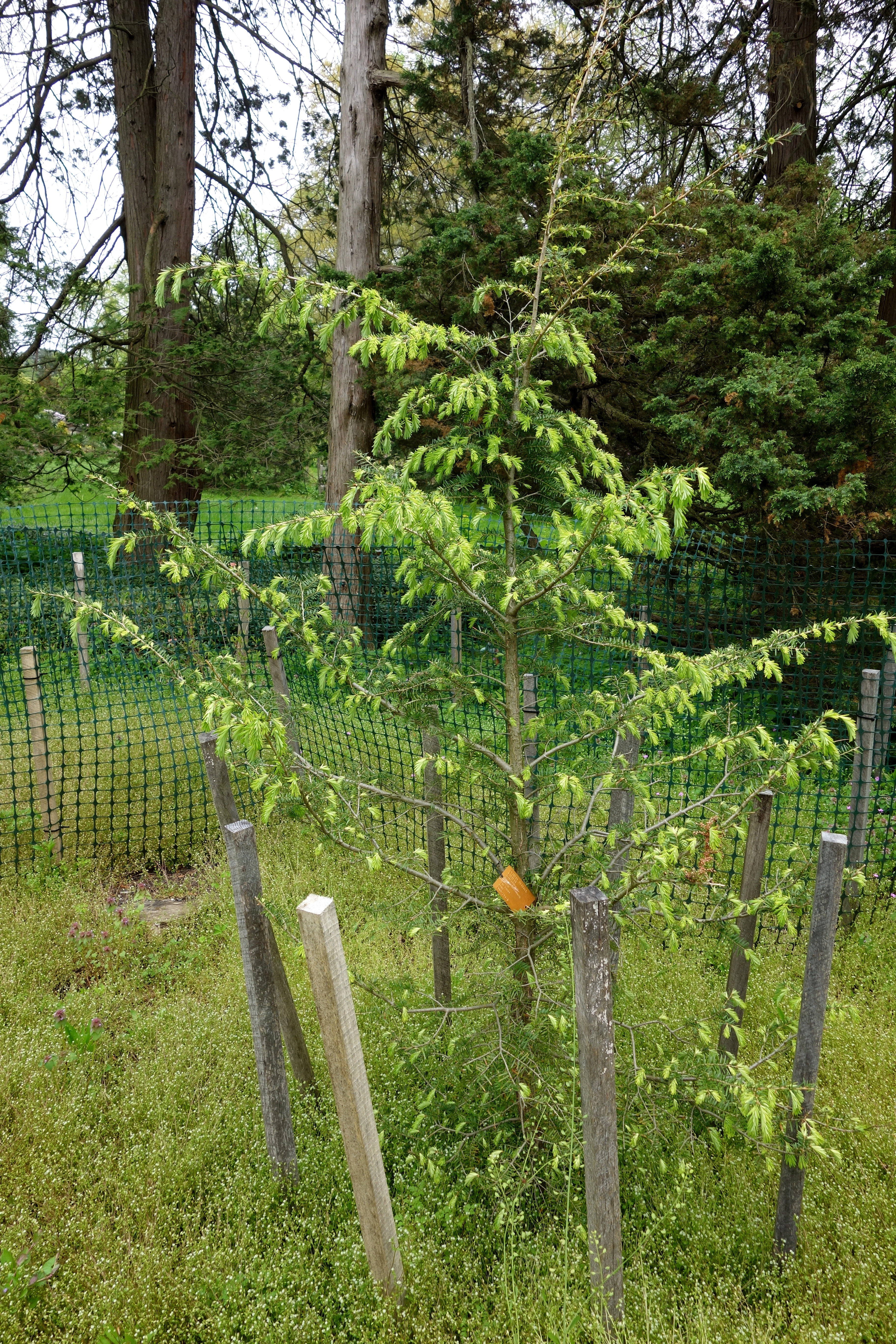
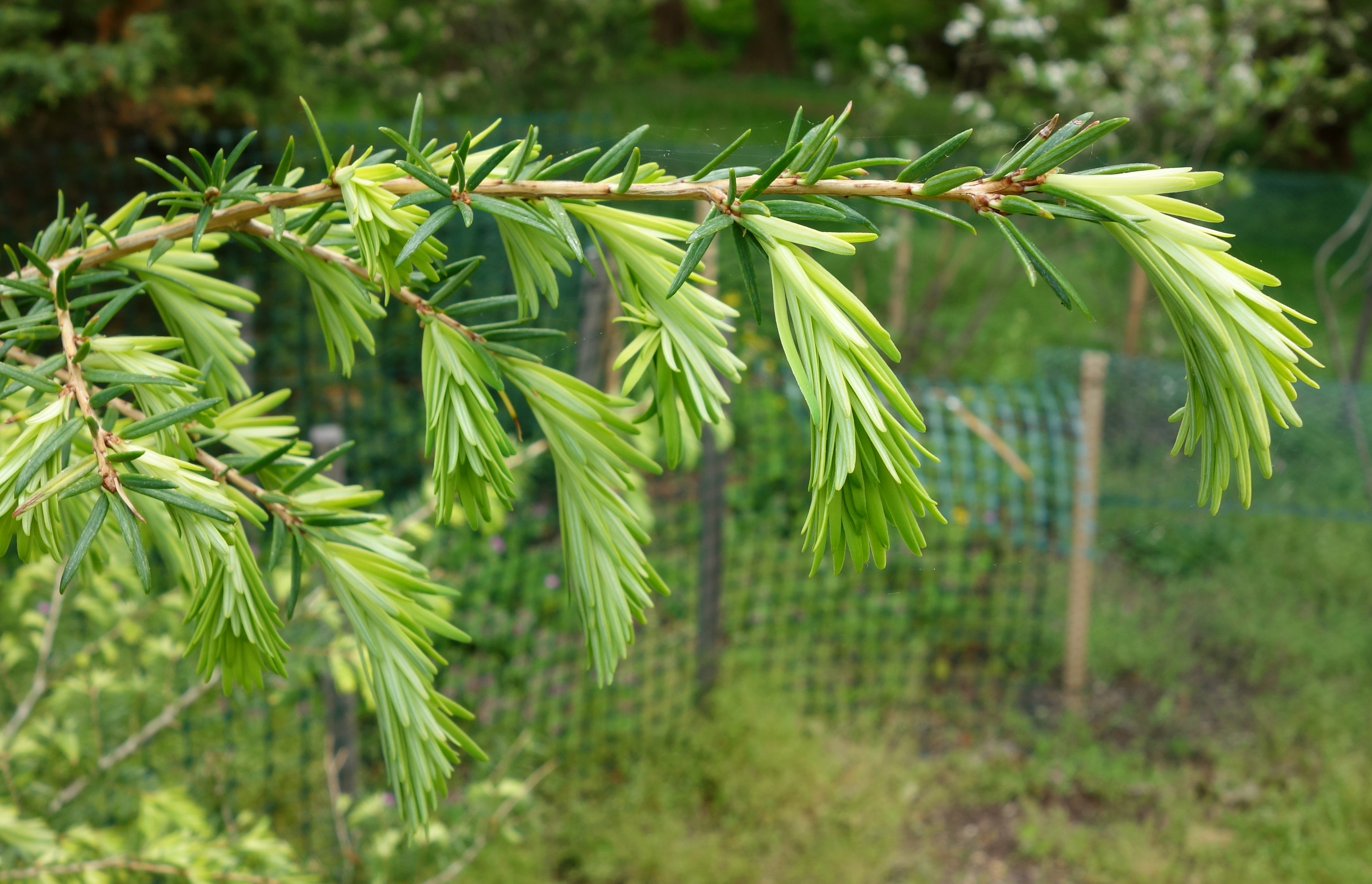